# Бледногрудый дрозд
Бледногрудый дрозд (лат. Turdus leucomelas) — вид птиц семейства дроздовых. Выделяют четыре подвида.
Бледногрудый дрозд достигает длины 23—27 см и массы от 47 до 78 г. Питается в основном фруктами, но может ловить червей, насекомых и ящериц.
Обитает на востоке и севере Южной Америки (Бразилия, Суринам, Гайана).